# Aleksandr Siloti
Aleksandr Iljicz Siloti, także Ziłoti, Ziloti (ur. 27 września?/9 października 1863 w okolicach Charkowa, zm. 8 grudnia 1945 w Nowym Jorku) – rosyjski pianista, dyrygent i kompozytor.

## Życiorys
Od 1871 do 1882 kształcił się w Konserwatorium Moskiewskim. Jego nauczycielami fortepianu byli Nikołaj Zwieriew i Nikołaj Rubinstein. Teorii muzyki uczył się pod kierunkiem Piotra Czajkowskiego i Siergieja Taniejewa. Debiutował w 1883 w Lipsku. W latach 1883–1886 w Weimarze uczył się gry na fortepianie u Ferenca Liszta. W 1885 w Lipsku współorganizował Liszt-Verein. Od 1888 do 1891 nauczał w moskiewskim konserwatorium, gdzie jego uczniami byli m.in. jego kuzyn Siergiej Rachmaninow, Aleksandr Goldenweiser, Konstantin Igumnow i Leonid Maksimow.
W 1911 w Sankt Petersburgu ukazały się jego wspomnienia o Liszcie pt. Moi wospominanija o F. Listie.
W 1918 został mianowany kierownikiem Teatru Maryjskiego. Zrezygnował ze stanowiska w związku z polityką bolszewików wobec teatrów. Pod koniec 1919 wyjechał do Anglii. Od tego czasu występował tylko jako pianista. W 1922 przeniósł się do Nowego Jorku, gdzie od 1924 do 1942 wykładał w Juilliard School oraz prowadził działalność koncertową.

## Działalność artystyczna
Aleksandr Siloti dyrygował światowymi oraz lokalnymi prawykonaniami kompozycji m.in. Claude'a Debussy'ego, Edwarda Elgara, Aleksandra Głazunowa, Siergieja Prokofiewa, Rachmaninowa, Nikołaja Rimskiego-Korsakowa, Aleksandra Skriabina, Jeana Sibeliusa i Igora Strawinskiego. Siergiej Diagilew po raz pierwszy usłyszał muzykę Strawińskiego podczas koncertu prowadzonego przez Silotiego. Współpracował z takimi twórcami i wykonawcami jak m.in. Auer, Casals, Enescu, Hofmann, Landowska, Mengelberg, Mottl, Nikisch, Schönberg, Szalapin i Weingartner.
Jako instrumentalista wykonywał utwory m.in. Johanna Sebastiana Bacha, Ludwiga van Beethovena, Liszta, Czajkowskiego, Rachmaninowa i Skriabina. Występował w triach wspólnie z Leopoldem Auerem i Aleksandrem Wierzbiłłowiczem oraz Eugènem Ysaÿe’em i Pau Casalsem. Dokonał ponad 200 aranżacji i transkrypcji na fortepian, głównie twórczości Bacha, Antonia Vivaldiego, Christopha Willibalda Glucka, Beethovena, Fryderyka Chopina, Liszta, Czajkowskiego, Anatolija Ladowa, Rachmaninowa i Skriabina. Karol Szymanowski zadedykował mu swoją III sonatę fortepianową op. 36. Prywatne lekcje pobierali u niego m.in. Marc Blitzstein i Eugene Istomin.